# エクルレニ都市圏
エクルレニ（英語: Ekurhuleni）は、南アフリカ共和国ハウテン州にある自治体（都市圏）である。

## 概要
ウィットウォーターズランド地方東部のイーストランド地域に位置する。

## 歴史
2000年の自治体再編により発足。

### 合併した旧自治体
- アルベルトン
- ベッドフォードビュー
- ベノニ
- ボクスブルグ
- ブラクパン
- ダベイトン
- デボン
- w:Duduza
- w:Edenvale
- ゲルミストン
- w:Impumelelo
- w:Isando
- w:Katlehong
- ケンプトン・パーク
- クワテーマ
- Nigel
- w:Reiger Park
- スプリングス
- w:Tembisa
- w:Thokoza
- w:Tsakane
- w:Vosloorus
- w:Wattville